# 花哈沙蛛
，又名安德逊蝇虎，为跳蛛科哈沙蛛属的动物。该物种以法国博物学家米歇爾·安德遜命名。

## 分佈
分布于越南、日本、台湾、香港以及中国大陆的湖南、福建、广东、海南、四川、云南，马来西亚
等地。一般栖息于庭院向阳墙壁及门窗楞处。

## 特徵
頭胸部及背側具近似「U 形」帶紋，雄性底色為黑褐至黑色，雌性底色為黃褐至暗褐色，雄性身上的條紋比雌性明顯。

## 外部連結
- 維基物種上的相關：花哈沙蛛